# Benjamin Apthorp Gould Fuller
Pour les articles homonymes, voir Fuller.
Benjamin Apthorp Gould Fuller (né à Brookline le 9 mars 1879, décédé à Taxco le 15 mars 1956) est un professeur de philosophie, auteur de l'ouvrage A History of Philosophy et président de l'American Philosophical Association,.

## Biographie
Benjamin Apthorp Gould Fuller naît le 9 mars 1879 à Brookline dans le Massachusetts ; il est le fils d'Horace Williams Fuller et d'Emily Gorham Carter.
Il étudie au Roxbury Latin School (en) à Roxbury avant de rejoindre Harvard, où il décroche son bachelor en 1900, son master en 1902 et son doctorat en 1906. Simultanément, il passe un bachelor en sciences Baccalauréat universitaire ès sciences au Christ Church d'Oxford en 1905.
Sa thèse porte s'intitule The Problem of Evil in Plotinus, analysant la question du mal chez Plotin. Celle-ci est publiée en 1912 et est décrite comme « représentative de l'épicurisme dans ce qu'il a de meilleur »
Fuller enseigne la philosophie à Harvard entre 1906 et 1910. Il voyage alors autour du monde, visitant le Cachemire, l'Inde, Assam, Birmanie, Java et le Japon, prenant « l'habitude de ne jamais prendre de billet pour plus loin que la prochaine étape, et réalisant que la vie est trop courte que pour se dépêcher »
Durant la Première Guerre mondiale, il rejoint l'U.S. Army de 1919 à 1919, sous les ordres du général Tasker Howard Bliss, au sein de la section américaine du Conseil suprême de Guerre à Versailles, entre janvier 1918 et juin 1919. Il est décoré de l'ordre de la Couronne d'Italie.
En 1923, Henry Holt & Co. publie son ouvrage History of Greek Philosophy, Thales to Democritus.
Il enseigne à l'université de Cincinnati à partir de 1924, avant de rejoindre l'université de Californie du Sud de 1933 à 1941.
Fuller conserve une demeure à Los Angeles dans le quartier d'Hollywood Heights de 1932 jusqu'à sa mort. Sa maison est classée au patrimoine de la ville, Los Angeles Historic-Cultural Monument.
Il meurt à Taxco le 15 mars 1956, ville où il disposait d'une résidence secondaire et où il séjournait l'hiver. C'est à Taxco qu'il est enterré.